# Ingegerd Möller
Britt Ingegerd Möller, född 21 september 1928 i Vålådalen, Undersåkers församling i Jämtland, död 14 augusti 2018 i Noor, Roslags-Bro distrikt i Uppland, var en svensk målare, textilkonstnär och grafiker.

## Biografi
Ingegerd Möller var dotter till köpmannen Olle Möller och hans hustru Elly Olsson, vilka drev Möllers pensionat i Vålådalen. Hon var 1953–1979 gift med konstnären Rolf Erling Nygren och från 1983 med konstnären Olof Norell.
Hon studerade vid Grünewalds målarskola och senare vid Otte Skölds målarskola i Stockholm, därefter var hon gäststudent vid Det Kongelige Danske Kunstakademi i Köpenhamn innan hon fortsatte sina studier för Lennart Rodhe och Pierre Olofsson vid Académie Libre i Stockholm.
Möller hade följande separatutställningar: 1954 Lilla galleriet, Stockholm (debut), 1958, 1963 och 1967 Gummesons Konstgalleri, Stockholm, 1972 och 1980 Konstakademien, Stockholm, 1976 Prins Eugens Waldemarsudde, 1979 Konstfrämjandet, Stockholm, 1981 Ahlbergshallen, Östersund, 1983 Centre Culturel Suédois, Paris, 1986 Konstnärshuset, Stockholm, 1990 och 1993 Galleri Doktor Glas, Stockholm, 2002 Vålådalens Naturum, f d Möllers pensionat, 2003 Prins Eugens Waldemarsudde, retrospektiv utställning, 2006 Galleri Gröna Paletten, Stockholm, 2007 Bror Hjorths Hus, Uppsala, 2007 Norrbottens museum, Luleå I Linnès marker, 2009 Norrtälje konsthall, 2009 Konstforum Norrköping, 2010 Jamtli (Jämtlands länsmuseum) och Jämtlands läns konstförening, Östersund, 2012 Edsvik konsthall, Sollentuna.
Bland många samlingsutställningar märks 1957 Nynäshamn (närmare uppgift saknas) tillsammans med Barbro Östlihn, Björn Hallström och Rolf Erling Nygren, 2003 Jamtli (Jämtlands länsmuseum), utställningen Femtiotal, 2018 Norrtälje konsthall tillsammans med Hans Wigert och Ulrik Samuelson, Hon deltog ett flertal gånger i Jämtlands läns konstförenings konstsalonger i Östersund under femtiotalet, i utställningar med Sveriges allmänna konstförening, ett flertal andra konstföreningar runtom i landet samt i utställningar i bland annat Frankrike, Japan, Belgien, Polen, Italien, Island, USA och Canada.
Offentliga utsmyckningar utförde hon för Blackebergs och Huddinge sjukhus, Riksdagshuset, SGU Sveriges Geologiska Undersökningar, Uppsala, Fridhemsplans tunnelbanestation, Idunteatern Folkets hus Umeå, Ájtte, Svenskt fjäll- och samemuseum, Jokkmokk, Folkets Park i Kiruna och Folkets Park i Mjölby.
Under 20 års tid från mitten av 1960-talet samarbetade Ingegerd Möller med Edna Martin och Handarbetets Vänner där 23 av hennes naturskildringar transponerades till monumentala textila verk, bland annat den nio meter långa vävnaden Ekosång till en fjäril för Sveriges Riksbank 1974. Hon har själv vävt och virkat ett trettiotal större verk, bland annat utsmyckningen av Idunteatern i Umeå.
Carl von Linné var en stor inspirationskälla i hennes konst, liksom barndomens jämtländska fjällandskap, skogen och Bohusläns karga kustlandskap.
Konstrecensenten Stig Johansson skrev om hennes stora retrospektiva utställning på Prins Eugens Waldemarsudde att han har "bevittnat en överväldigande och rik utställning" utformad till "ett enda naturens scenario" i måleri, akvarell och textil. Istället för de monumentala vidderna befinner hon sig "hellre nära marken, målar sig in i den, ser i det obetydliga, förbisedda bildens möjlighet".
Hon finns representerad i Nationalmuseum, Moderna museet, Göteborgs konstmuseum, Jamtli (Jämtlands länsmuseum), Östersund samt ett antal ambassader, kommuner och landsting.
Ingegerd Möller erhöll Prins Eugen-medaljen år 1989.
Hon var ledamot av Konstakademien sedan år 1967 och gjorde betydande insatser inom det konstpolitiska området genom KRO (Konstnärernas Riksorganisation), Kulturrådet och Nordiska Konstförbundet.